# Virgem Santa de Glatz
A Santíssima Virgem de Glatz é uma pintura que o primeiro Arcebispo de Praga, Ernesto de Pardubice, doou por volta de 1350 à abadia dos Cânones Agostinianos Regulares de Glatz, que acabara de fundar. Até a destruição da abadia em 1622, esta pintura adornava o altar-mor da capela dedicada à Anunciação de Maria, também conhecida como Thumkirche.

## Temática
A pintura tem o tema cristão tradicional da Virgem Maria e o Menino Jesus sentado em seu colo em um trono com santos, anjos, ou ambos cercando-os por todos os lados. Essa representação particular da Virgem, entronizada e cercada por uma companhia semelhante à corte, é chamada de Maestà, uma representação popular na época.
As pinturas que retratam a Maestà entraram no repertório artístico dominante, especialmente em Roma, no final do século XII e início do século XIII, com uma ênfase crescente na veneração da Virgem Maria. A Maestà foi muitas vezes executada em técnica de afresco diretamente em paredes rebocadas ou como pinturas em painéis de altar.
A Maestà é uma extensão do tema "Sede da Sabedoria" e Maria "Theotokos" (Maria, Mãe de Deus), que é uma contraparte ao ícone de Cristo em Majestade, o Cristo entronizado que é familiar nos mosaicos bizantinos Maria Regina (Maria Rainha) é um sinônimo na História da Arte para a icônica imagem de Maria entronizada com, ou sem, seu Filho

## História

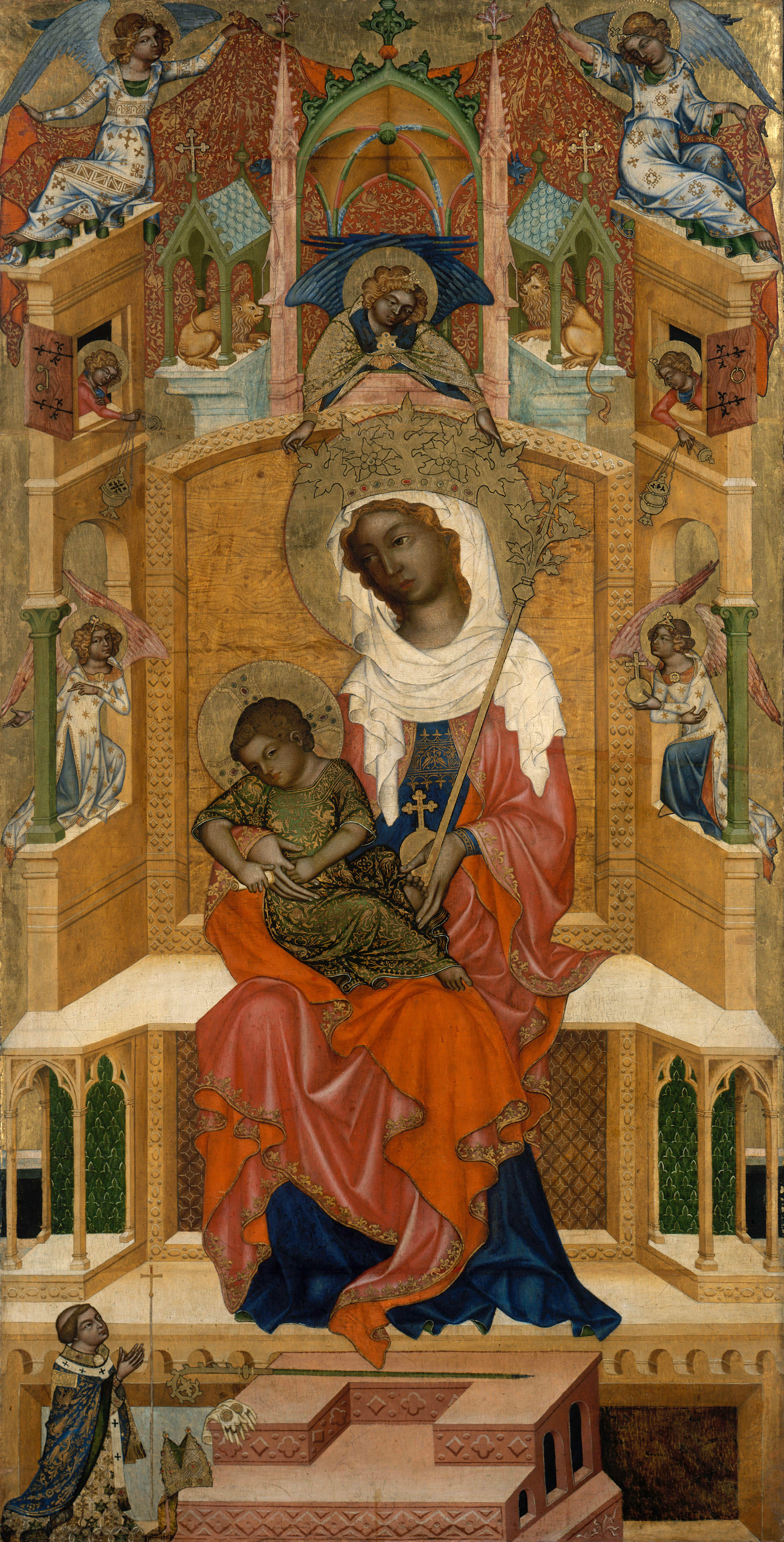
Maria Entronizada com o Menino Jesus (Madona Klatzer)

O retábulo para o mosteiro agostiniano em Glatz foi encomendado antes de 1350 pelo arcebispo Arnošt de Pardubice, fundador do mosteiro, que passou sua juventude na igreja paroquial de lá e, quando criança, supostamente teve uma visão da Virgem Maria. Como arcebispo, foi o fundador do culto mariano nas terras tchecas. Ele está enterrado na Igreja da Ascensão da Virgem Maria em Glatz.
O retábulo alado original, que incluía outros quatro painéis com cenas pintadas representando a Vida de Cristo (o Nascimento de Jesus, a Circuncisão, a Fuga para o Egito e o Jesus entre os doutores) foi visto e descrito por Bohuslav Balbín em sua obra Vita Venerabilis Arnesti primi archiepiscopi Pragensis de 1664.
O mosteiro foi tomado dos Agostinianos pelos Jesuítas e até 1618 serviu como colégio jesuíta. Embora Kłodzko tenha sido sitiada e danificada durante a Guerra dos Trinta Anos, o altar foi salvo pelo burgrave Johann Georg Semling e pelo nobre luterano Adrian von Eckersdorf. Depois de 1625, o retábulo era o orgulho da igreja paroquial local e, no século 19, estava situado na escola de gramática real em Kłodzko. A partir daí, a pintura da Madona entronizada foi comprada em 1902 pelo Museu Kaiser-Friedrich de Berlim. Pertence agora ao Museu Estatal de Berlim-Dahlem.